# 国鉄50形蒸気機関車
50形は、かつて日本国有鉄道の前身である鉄道省に在籍したタンク式蒸気機関車である。

## 概要
本形式は、大湯鉄道（現在の久大本線の一部）の3, 4で、1922年（大正11年）12月1日付けで同鉄道が国有化されたことにより、国有鉄道籍を得たものである。国有化に際して、50形（50, 51）と改番された。大湯鉄道が開業用にアメリカのH.K.ポーターで製造した2両で、1915年（大正4年）製の製造番号5642, 5643である。
この機関車は、まともな写真も形式図もなく、ファンにとって幻の機関車であった。その原因としては、大湯鉄道買収の際、鉄道省に引き継がれた各種書類が1923年（大正12年）9月の関東大震災により焼失してしまったことが大きい。なお、2013年（平成25年）11月になって1915年に撮影された大湯鉄道時代の3の写真が発見された。
本形式は2気筒単式の飽和式機関車で、車軸配置は0-4-0(B)のサイドタンク式である。全長5mあまり、ホイールベース1,524mm、動輪直径は660mmの軽便鉄道並みの小型機関車である。蒸気ドームと砂箱は3ピース形で、安全弁は蒸気ドーム上にある。キャブは木製である。
本形式は軌道負担力をやや超過する重量があったため、運輸開始後2ヶ年の期限付きで認可された。そのため機関車を改造する認可申請を1918年（大正7年）2月6日付で提出している。具体的改造方法は、サイドタンクの中央に仕切り板を設け、前半部を単なる空間にして給水口を移設する。鋳鉄製の煙突を鋼板製のものに取り換える。更にバッファビームの鋼板の一部を撤去するという、姑息なものであったが、そのように実施された。
国有化後は大湯線で使用されたが、両車とも1926年（大正15年）5月に廃車解体された。

## 主要諸元
- 全長 : 5,074mm
- 全高 : 2,969mm
- 軌間 : 1,067mm
- 車軸配置 : 0-4-0(B)
- 動輪直径 : 660mm
- 弁装置 : スチーブンソン式アメリカ型
- シリンダー（直径×行程） : 203mm×356mm
- ボイラー圧力 : 12.0kg/cm2
- 火格子面積 : 0.74m2
- 全伝熱面積 : 18.49m2
  - 煙管蒸発伝熱面積 : 15.42m2
  - 火室蒸発伝熱面積 : 3.07m2
  - 小煙管；（直径×長サ×数）：38㎜×1,410㎜×86（長サは組立図による推定値）
- 機関車運転整備重量 : 10.89t
- 機関車動輪上重量（運転整備時） : 10.89t
- 機関車動輪軸重（各軸均等） : 5.44t
- 水タンク容量 : 1.61m3
- 燃料積載量 : 0.15t
- 機関車性能
  - シリンダ引張力 （0.85P）: 2,270kg
- ブレーキ装置：手ブレーキ